# Melvin Manhoef
Melvin Manhoef (Paramaribo, 11 maggio 1976) è un lottatore di arti marziali miste e kickboxer surinamese naturalizzato olandese.
È attivo nelle divisioni dei pesi medi e dei pesi welter; combatte per l'organizzazione statunitense di arti marziali miste Bellator MMA ed è campione in carica dei pesi welter nella promozione brasiliana Gringo Super Fight; in passato è stato campione dei pesi mediomassimi nella promozione britannica Cage Rage ed ha lottato anche nelle federazioni ONE FC, Dream, Strikeforce e KSW.
Come kickboxer è tuttora attivo nella massima organizzazione Glory, ha preso parte a diversi tornei K-1 ed è stato l'ultimo campione dei pesi medi nell'organizzazione It's Showtime; per i ranking ufficiali Glory è il contendente numero 8 nella divisione dei pesi medi.
È noto soprattutto per i suoi tremendi colpi da KO che ne fanno unanimemente il miglior specialista in attività: vanta infatti la più alta percentuale di vittorie per knock out, essendo riuscito a stendere l'avversario ben 28 volte nei 31 incontri dai quali Manhoef è uscito vincitore.

## Carriera nella kickboxing
Melvin Manhoef, migrato assieme alla famiglia dal Suriname ai Paesi Bassi quando aveva tre anni di età, inizia la sua carriera da professionista nella kickboxing quasi contemporaneamente a quella nelle MMA, ovvero nel 1996 in una manifestazione locale nei Paesi Bassi dove viene sconfitto per KO dal marocchino Samir Benazzouz.
Si alterna prendendo parte ad eventi in entrambi gli sport, e nel 1998 vince il suo primo incontro ai danni del francese Jean Jacques.
Segue una sconfitta ai punti patita per mano del connazionale Ashwin Balrak.
Nel 2002 prende parte alle qualificazioni olandesi per il prestigiosissimo torneo K-1 World Grand Prix, e nei quarti di finale viene eliminato per decisione dei giudici di gara dal futuro campione K-1 Remy Bonjasky.
La carriera di Manhoef nella kickboxing prosegue con alti e bassi e nel 2006 viene chiamato nuovamente a partecipare alle qualificazioni per il K-1 World Grand Prix: questa volta riesce a superare l'avversario Tatsufumi Tomihira per KO, ma a causa di un infortunio non poté proseguire il torneo.
Alle finali di dicembre del K-1 World Grand Prix venne comunque chiamato per combattere un match di riserva per decidere un eventuale sostituto nel caso si infortunasse uno degli atleti impegnati nella fase finale: contro il campione di muay thai Ray Sefo Manhoef viene messo KO in appena 40 secondi.
Al K-1 Grand Prix del 2007 affronta e sconfigge Ruslan Karaev per KO in 31 secondi.
Al K-1 Grand Prix del 2008 viene eliminato da Remy Bonjasky ma vince il successivo incontro di riserva contro Paul Slowinski.
Al K-1 Grand Prix del 2009 perde le semifinali della qualificazione contro Kyotaro per KO; quell'anno si rifarà nell'organizzazione olandese It's Showtime, dove riuscirà a sconfiggere il forte Stefan Leko.
Viene comunque ripescato per il K-1 Grand Prix 2009 e nei quarti di finale stende Ramazan Ramazanov, ma non poté continuare il torneo causa un infortunio allo stinco.
Termina comunque il 2009 alla grande vincendo la cintura di campione It's Showtime nella categoria 85 kg contro l'ungherese Dénes Rácz.
Negli anni a seguire prende parte ad altri incontri per la K-1 e It's Showtime, perdendo contro Remy Bonjasky, Gökhan Saki, Tyrone Spong e Zabit Samedov.
Nel 2014 esordisce nella promozione leader Glory in un evento tenutosi negli Stati Uniti, dove Manhoef prende parte ad un torneo ad otto kickboxer che si svolse interamente la stessa sera: Manhoef venne sconfitto subito nei quarti di finale da Filip Verlinden subendo anche un knockdown durante il primo round.
Vanta una record personale di carriera di 37 vittorie (27 KO) e 12 sconfitte.

## Carriera nelle arti marziali miste

### Inizi
Manhoef fa il suo esordio nel mondo delle arti marziali miste professionistiche nel 1995 con un incontro vinto ad Amstelveen contro Jordy Jonkers per KO.
Seguì un pareggio contro il kickboxer Rodney Faverus ben quattro anni dopo il primo incontro, anni nei quali Manhoef si dedicò principalmente alla kickboxing.
Tra il 2001 ed il 2002 mette a segno tre vittorie per KO, l'ultima delle quali contro il finlandese Mika Ilmen avvenne nell'organizzazione It's Showtime nella quale Manhoef già lottava come kickboxer.
Seguiranno una sconfitta contro il maestro Bob Schrijber, due vittorie ed un'ulteriore sconfitta per KO nel rematch contro Rodney Faverus.

### Cage Rage e Hero's
Manhoef firma un contratto con la promozione britannica Cage Rage nel 2005, nella quale esordisce con la sua settima vittoria per KO su sette vittorie in carriera, questa volta ai danni del francese Matthias Riccio con una serie di calci alle gambe.
Contemporaneamente combatte ancora qualche incontro per le promozioni olandesi ed in uno di questi si prende la rivincita personale sconfiggendo Bob Schrijber in quella che sarà la sua unica vittoria in carriera venuta ai punti.
Verso la fine dell'anno ha la possibilità di lottare per il titolo dei pesi mediomassimi Cage Rage contro il brasiliano Fabio Piamonte, vincendo per KO in meno di un minuto e divenendo quindi campione.
Nel 2006 riesce a difendere il titolo contro Evangelista Santos, e nel frattempo inizia a lottare contemporaneamente anche nella promozione giapponese Hero's, grazie anche al fatto che Manhoef già era famoso in Giappone per le sue partecipazioni ai tornei K-1: qui batte il judoka Shungo Oyama.
Lo stesso anno è chiamato a difendere il titolo Cage Rage per la seconda volta, in questo caso contro l'ex UFC ed ex campione proprio della Cage Rage Ian Freeman: Manhoef se ne sbarazza in soli 17 secondi con uno dei suoi knock out di pugno.
Nell'agosto 2006 viene scelto tra gli otto partecipanti al torneo Hero's 2006 Light Heavyweight Grand Prix che avrebbe determinato il nuovo campione dei pesi mediomassimi Hero's.
Nei quarti di finale stese l'esperto di jiu jitsu brasiliano Crosley Gracie, ed in semifinale sconfisse per la seconda volta Shungo Oyama.
La finale, giocatasi lo stesso giorno della semifinale, lo vide opposto al forte judoka Yoshihiro Akiyama, il quale riuscì ad impostare l'incontro sul grappling e a sottomettere Manhoef con una leva al braccio in meno di due minuti, non riuscendo quindi a divenire campione Hero's: venne così interrotta una sua striscia di 10 vittorie, 9 delle quali per KO.
Combatte per la Hero's anche nel 2007, vincendo altri quattro incontri e sconfiggendo anche l'ivoriano Bernard Ackah.

### Dream e Strikeforce
Nel 2008 entra nella neonata promozione giapponese Dream, la quale raccoglieva l'eredità della grande Pride FC.
Debuttò come partecipante al torneo Dream Middleweight Grand Prix che avrebbe determinato il primo campione dei pesi medi Dream: Manhoef prese parte ad un incontro che avrebbe determinato la prima riserva nel caso uno dei lottatori del torneo avesse dato forfait, e Manhoef si guadagnò tale posto battendo il sudcoreano Dae Won Kim.
Manhoef entrò nei quarti di finale del torneo come sostituto dell'infortunato Kiyoshi Tamura ed affrontò la leggenda ed ex campione UFC Kazushi Sakuraba, vincendo per KO in un minuto e mezzo.
In semifinale affrontò il fuoriclasse Gegard Mousasi, il quale sfruttò la debolezza di Manhoef nella lotta a terra e lo sottomise nel primo round grazie ad uno strangolamento.
Nell'evento di fine anno Dynamite!! del 2008 combatté un incontro di pesi massimi contro il campione K-1 Mark Hunt, riuscendo nell'impresa di metterlo KO in soli 18 secondi, divenendo l'unico lottatore che sia mai riuscito a stendere Hunt, noto per la sua mascella di granito.
Nel 2009 perde per sottomissione contro l'ex campione dei pesi medi WEC Paulo Filho ma riesce a sconfiggere Kazuo Misaki.
Nel 2010 firma un contratto con l'organizzazione statunitense Strikeforce, dove viene subito opposto ad un altro picchiatore da KO quale è Robbie Lawler: Manhoef ne esce sconfitto per knock out durante la prima ripresa.
Lo stesso anno prende parte al torneo di pesi mediomassimi Dream Light Heavyweight Grand Prix, dove viene sconfitto in semifinale da Tatsuya Mizuno.
Nel 2011 perde un ulteriore incontro in Strikeforce contro Tim Kennedy, che lo sottomette in meno di quattro minuti.

### ONE FC e Road FC

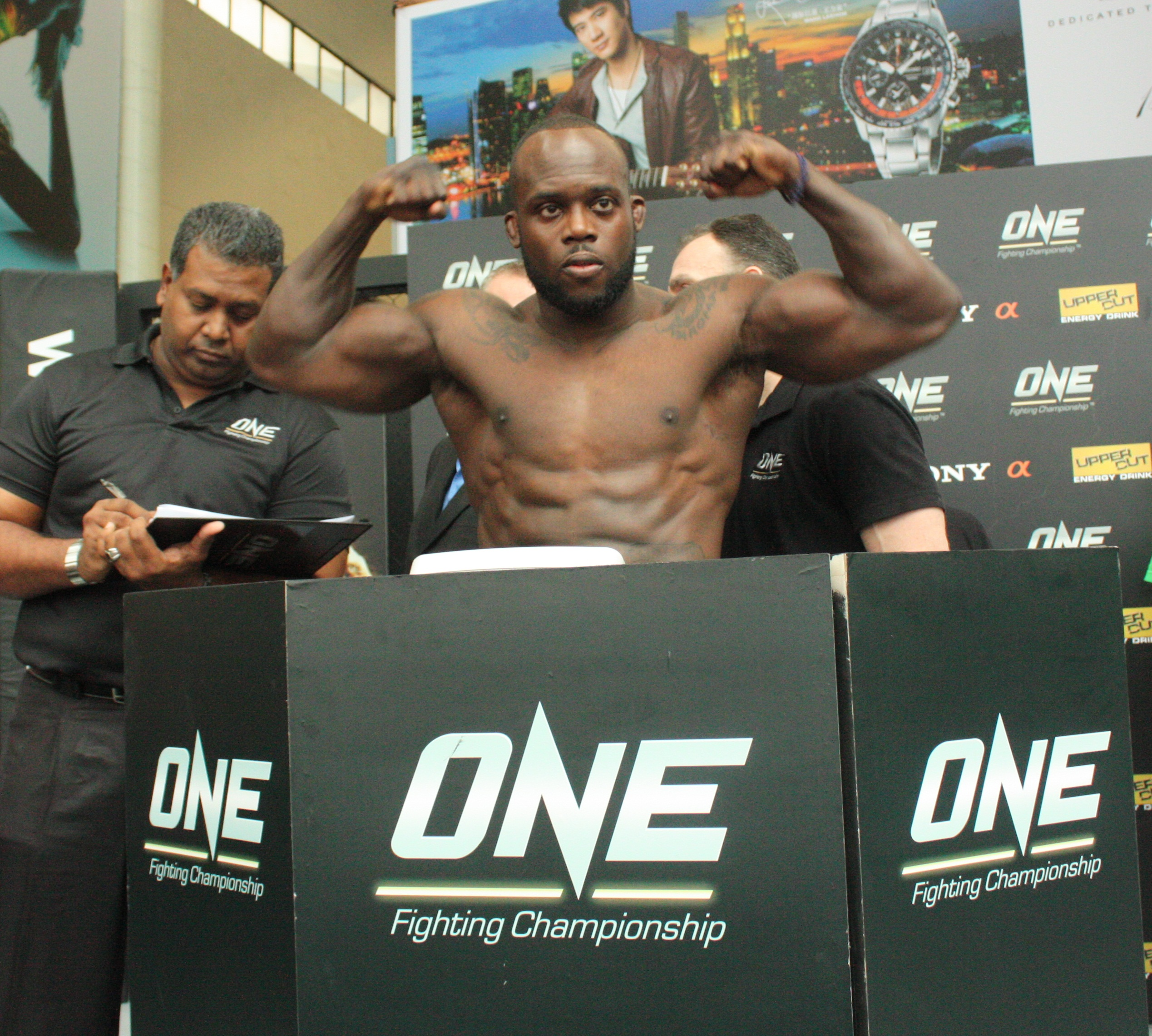
Melvin Manhoef durante la cerimonia del peso in ONE FC

Nel 2012 Manhoef firma con la singaporiana ONE FC.
Il suo incontro d'esordio contro l'ex campione Deep Yoshiyuki Nakanishi termina in un No Contest a causa di un infortunio accidentale capitato proprio a Manhoef.
Lo stesso anno combatte anche nella promozione sudcoreana Road FC, dove per la seconda volta in carriera vince un incontro ai punti, questa volta contro Jae Young Kim.
Nell'ottobre 2012 torna a combattere nella ONE FC, vincendo per KO al primo round contro il campione Pancrase Ryo Kawamura.
Lo stesso anno la nipponica Dream viene rifinanziata e organizza un evento per il 31 dicembre al quale Manhoef prende parte: dopo più di due anni Manhoef torna quindi nel paese del sol levante, dove sconfigge con un altro spettacolare KO Denis Kang, ex campione della promozione sudcoreana Spirit MC noto per essere stato finalista del torneo Pride 2006 Welterweight Grand Prix e per aver lottato in UFC contro top 10 di categoria.
Nel 2013 subisce la sua decima sconfitta in carriera quando viene superato ai punti da Brock Larson, lottatore ex UFC ed ex contendente al titolo dei pesi welter WEC.
Lo stesso anno affronta l'idolo polacco Mamed Khalidov venendo sconfitto per sottomissione nel primo round.
Nel 2014 scende nella divisione dei pesi welter e combatte un rematch in Brasile contro Evangelista "Cyborg" Santos valido per il titolo di categoria della promozione Gringo Super Fight, vincendo il match in soli 46 secondi e laureandosi campione.

### Bellator MMA
Nel luglio 2014 firma un contratto con la promozione statunitense Bellator MMA.
Esordisce in settembre nella divisione dei pesi medi contro un avversario con uno stile simile, ovvero l'ex contendente al titolo Doug Marshall, vincendo con il KO numero 27 su 29 vittorie in carriera, ed ottenendo immediatamente la possibilità di lottare per il titolo di categoria.
Invece del campione in carica Brandon Halsey a Manhoef venne programmata una sfida in novembre contro il forte thaiboxer Joe Schilling, impegno che di conseguenza fece saltare un suo incontro di kickboxing a Dubai contro il peso massimo Mohamed Karim, mentre il match per il titolo dei pesi medi KSW contro Michał Materla venne posticipato al 2015: Manhoef finì KO contro il top fighter del Glory.
Nel febbraio del 2015 Manhoef venne messo KO anche dall'ex campione dei pesi medi Bellator Alexander Shlemenko per mezzo di un pugno girato, ma il risultato del match venne cambiato in No Contest in quanto il russo venne trovato con un livello di testosterone elevato.
A novembre affrontò il giapponese Hisaki Kato all'evento Bellator 146, vincendo l'incontro per KO mettendo a segno un gancio sinistro al primo round.

## Risultati nelle arti marziali miste
| Risultato  | Record      | Avversario           | Metodo                           | Evento                                              | Data              | Round | Tempo | Città                     | Note                                                              |
| ---------- | ----------- | -------------------- | -------------------------------- | --------------------------------------------------- | ----------------- | ----- | ----- | ------------------------- | ----------------------------------------------------------------- |
| Sconfitta  | 32-16-1 (2) | Yoel Romero          | KO (gomitate)                    | Bellator 285                                        | 23 settembre 2022 | 3     | 3:34  | Dublino, Irlanda          |                                                                   |
| Sconfitta  | 32-15-1 (2) | Corey Anderson       | KO tecnico (gomitate e pugni)    | Bellator 251: Manhoef vs. Anderson                  | 5 novembre 2020   | 2     | 2:23  | Uncasville, Stati Uniti   |                                                                   |
| Vittoria   | 32-14-1 (2) | Yannick Bahati       | KO tecnico (pugni)               | Bellator 230: Carvalho vs. Nemkov                   | 12 ottobre 2019   | 1     | 2:29  | Milano, Italiaas          |                                                                   |
| Vittoria   | 31-14-1 (2) | Kent Kauppinen       | Decisione (unanime)              | Bellator 223: Mousasi vs. Lovato Jr.                | 22 giugno 2019    | 3     | 5:00  | Londra, Inghilterra       | Ritorno nei pesi mediomassimi                                     |
| Sconfitta  | 30-14-1 (2) | Rafael Carvalho      | KO (calcio alla testa)           | Bellator 176: Carvalho vs. Manhoef 2                | 8 aprile 2017     | 4     | 3:15  | Torino, Italia            | Per il titolo Bellator pesi medi                                  |
| Sconfitta  | 30-13-1 (2) | Rafael Carvalho      | Decisione (non unanime)          | Bellator 155: Carvalho vs. Manhoef                  | 20 maggio 2016    | 5     | 5:00  | Boise, Stati Uniti        | Per il titolo Bellator pesi medi                                  |
| Vittoria   | 30-12-1 (2) | Hisaki Kato          | KO (pugno)                       | Bellator 146                                        | 20 novembre 2015  | 1     | 3:43  | Thackerville, Stati Uniti |                                                                   |
| No Contest | 29-12-1 (2) | Alexander Shlemenko  | No Contest (doping)              | Bellator CXXXIII                                    | 13 febbraio 2015  | 2     | 1:25  | Fresno, Stati Uniti       |                                                                   |
| Sconfitta  | 29-12-1 (1) | Joe Schilling        | KO (pugno)                       | Bellator CXXXI                                      | 15 novembre 2014  | 2     | 0:32  | San Diego, Stati Uniti    |                                                                   |
| Vittoria   | 29-11-1 (1) | Doug Marshall        | KO (pugno)                       | Bellator CXXV                                       | 19 settembre 2014 | 1     | 1:45  | Fresno, Stati Uniti       | Debutto in Bellator, Pesi Medi                                    |
| Vittoria   | 28-11-1 (1) | Evangelista Santos   | KO Tecnico (pugni)               | Gringo SF 10: Cyborg vs. Manhoef                    | 13 aprile 2014    | 1     | 0:46  | Rio de Janeiro, Brasile   | Vince il titolo dei Pesi Welter Gringo SF                         |
| Sconfitta  | 27-11-1 (1) | Mamed Khalidov       | Sottomissione (ghigliottina)     | KSW XXIII: Królewskie Rozdanie                      | 8 giugno 2013     | 1     | 2:09  | Danzica, Polonia          | Debutto in KSW                                                    |
| Sconfitta  | 27-10-1 (1) | Brock Larson         | Decisione (unanime)              | ONE FC 8: Kings and Champions                       | 5 aprile 2013     | 3     | 5:00  | Singapore                 |                                                                   |
| Vittoria   | 27-9-1 (1)  | Denis Kang           | KO (ginocchiata al corpo)        | Dream 18: Special NYE 2012                          | 31 dicembre 2012  | 1     | 0:50  | Saitama, Giappone         |                                                                   |
| Vittoria   | 26-9-1 (1)  | Ryo Kawamura         | KO (pugno)                       | ONE FC 6: Rise of Kings                             | 6 ottobre 2012    | 1     | 4:40  | Singapore                 |                                                                   |
| Vittoria   | 25-9-1 (1)  | Jae Young Kim        | Decisione (non unanime)          | Road FC 9                                           | 15 settembre 2012 | 3     | 5:00  | Seul, Corea del Sud       |                                                                   |
| No Contest | 24-9-1 (1)  | Yoshiyuki Nakanishi  | No Contest (infortunio)          | ONE FC 3: War of the Lions                          | 31 marzo 2012     | 1     | 2:08  | Singapore                 | Debutto in ONE FC                                                 |
| Sconfitta  | 24-9-1      | Tim Kennedy          | Sottomissione (rear naked choke) | Strikeforce: Feijao vs. Henderson                   | 5 marzo 2011      | 1     | 3:41  | Columbus, Stati Uniti     |                                                                   |
| Sconfitta  | 24-8-1      | Tatsuya Mizuno       | Sottomissione (kimura)           | Dream 15                                            | 10 luglio 2010    | 1     | 7:23  | Saitama, Giappone         | Torneo Dream Light Heavyweight Grand Prix, Semifinale             |
| Sconfitta  | 24-7-1      | Robbie Lawler        | KO (pugni)                       | Strikeforce: Miami                                  | 30 gennaio 2010   | 1     | 3:33  | Sunrise, Stati Uniti      | Debutto in Strikeforce                                            |
| Vittoria   | 24-6-1      | Kazuo Misaki         | KO Tecnico (pugni)               | Dynamite!! 2009                                     | 31 dicembre 2009  | 1     | 1:49  | Saitama, Giappone         |                                                                   |
| Sconfitta  | 23-6-1      | Paulo Filho          | Sottomissione (armbar)           | Dream 10: Welter Weight Grand Prix 2009 Final Round | 20 luglio 2009    | 1     | 2:35  | Saitama, Giappone         |                                                                   |
| Vittoria   | 23-5-1      | Mark Hunt            | KO (pugni)                       | Dynamite!! 2008                                     | 31 dicembre 2008  | 1     | 0:18  | Saitama, Giappone         |                                                                   |
| Sconfitta  | 22-5-1      | Gegard Mousasi       | Sottomissione (triangolo)        | Dream 6: Middle Weight Grandprix 2008 Final Round   | 23 settembre 2008 | 1     | 1:28  | Saitama, Giappone         | Torneo Dream Middleweight Grand Prix, Semifinale                  |
| Vittoria   | 22-4-1      | Kazushi Sakuraba     | KO (pugni)                       | Dream 4: Middle Weight Grandprix 2008 2nd Round     | 15 giugno 2008    | 1     | 1:30  | Yokohama, Giappone        | Torneo Dream Middleweight Grand Prix, Quarti di finale            |
| Vittoria   | 21-4-1      | Dae Won Kim          | KO Tecnico (ginocchiata e pugni) | Dream 3: Light Weight Grandprix 2008 2nd Round      | 11 maggio 2008    | 1     | 4:08  | Saitama, Giappone         | Torneo Dream Middleweight Grand Prix, Ripescaggio                 |
| Vittoria   | 20-4-1      | Yosuke Nishijima     | KO Tecnico (pugni)               | K-1 PREMIUM 2007 Dynamite!!                         | 31 dicembre 2007  | 1     | 1:49  | Osaka, Giappone           |                                                                   |
| Vittoria   | 19-4-1      | Fabio Silva          | KO Tecnico (pugni)               | Hero's 10                                           | 17 settembre 2007 | 1     | 1:00  | Yokohama, Giappone        |                                                                   |
| Vittoria   | 18-4-1      | Bernard Ackah        | KO Tecnico (pugni)               | Hero's 9                                            | 16 luglio 2007    | 1     | 2:13  | Yokohama, Giappone        |                                                                   |
| Sconfitta  | 17-4-1      | Dong Sik Yoon        | Sottomissione (armbar)           | K-1 Dynamite!! USA                                  | 2 giugno 2007     | 2     | 1:17  | Los Angeles, Stati Uniti  |                                                                   |
| Vittoria   | 17-3-1      | Yoshiki Takahashi    | KO Tecnico (pugni)               | Hero's 8                                            | 12 marzo 2007     | 1     | 2:36  | Nagoya, Giappone          |                                                                   |
| Sconfitta  | 16-3-1      | Yoshihiro Akiyama    | Sottomissione (armbar)           | Hero's 7                                            | 9 ottobre 2006    | 1     | 1:58  | Yokohama, Giappone        | Torneo Hero's 2006 Light Heavyweight Grand Prix, Finale           |
| Vittoria   | 16-2-1      | Shungo Oyama         | KO Tecnico (pugni)               | Hero's 7                                            | 9 ottobre 2006    | 1     | 1:04  | Yokohama, Giappone        | Torneo Hero's 2006 Light Heavyweight Grand Prix, Semifinale       |
| Vittoria   | 15-2-1      | Crosley Gracie       | KO Tecnico (pugni)               | Hero's 6                                            | 5 agosto 2006     | 1     | 9:12  | Tokyo, Giappone           | Torneo Hero's 2006 Light Heavyweight Grand Prix, Quarti di finale |
| Vittoria   | 14-2-1      | Ian Freeman          | KO (pugni)                       | Cage Rage 17: Ultimate Challenge                    | 1º luglio 2006    | 1     | 0:17  | Londra, Regno Unito       | Difende il titolo dei Pesi Mediomassimi Cage Rage                 |
| Vittoria   | 13-2-1      | Shungo Oyama         | KO Tecnico (ferita)              | Hero's 4                                            | 15 marzo 2006     | 1     | 2:51  | Tokyo, Giappone           |                                                                   |
| Vittoria   | 12-2-1      | Evangelista Santos   | KO (pugni)                       | Cage Rage 15: Adrenalin Rush                        | 4 febbraio 2006   | 2     | 3:51  | Londra, Regno Unito       | Difende il titolo dei Pesi Mediomassimi Cage Rage                 |
| Vittoria   | 11-2-1      | Fabio Piamonte       | KO (pugni)                       | Cage Rage 13: No Fear                               | 10 settembre 2005 | 1     | 0:51  | Londra, Regno Unito       | Vince il titolo dei Pesi Mediomassimi Cage Rage                   |
| Vittoria   | 10-2-1      | Paul Cahoon          | KO Tecnico (pugni)               | CFC 4 Cage Carnage                                  | 3 luglio 2005     | 1     | -     | Liverpool, Regno Unito    |                                                                   |
| Vittoria   | 9-2-1       | Bob Schrijber        | Decisione (unanime)              | It's Showtime Boxing & MMA Event 2005 Amsterdam     | 12 giugno 2005    | 2     | 5:00  | Amsterdam, Paesi Bassi    |                                                                   |
| Vittoria   | 8-2-1       | Ladislav Zak         | KO (pugno)                       | Queens Fight Night                                  | 30 aprile 2005    | 1     | 0:37  | Eindhoven, Paesi Bassi    |                                                                   |
| Vittoria   | 7-2-1       | Matthias Riccio      | KO Tecnico (calci alle gambe)    | Cage Rage 10: Deliverance                           | 26 febbraio 2005  | 1     | 3:01  | Londra, Regno Unito       | Debutto in Cage Rage                                              |
| Sconfitta  | 6-2-1       | Rodney Faverus       | KO (pugni)                       | It's Showtime 2004 Amsterdam                        | 20 maggio 2004    | 1     | 4:43  | Amsterdam, Paesi Bassi    |                                                                   |
| Vittoria   | 6-1-1       | Slavomir Molnar      | KO (pugni)                       | Heaven or Hell 4                                    | 8 aprile 2004     | 1     | -     | Praga, Repubblica Ceca    |                                                                   |
| Vittoria   | 5-1-1       | Alexandr Garkushenko | KO (pugni)                       | 2H2H 13: Russia vs the World                        | 6 aprile 2003     | 1     | 6:57  | San Pietroburgo, Russia   |                                                                   |
| Sconfitta  | 4-1-1       | Bob Schrijber        | KO (pugni)                       | 2H2H 11: Simply the Best                            | 16 marzo 2003     | 1     | 4:04  | Rotterdam, Paesi Bassi    |                                                                   |
| Vittoria   | 4-0-1       | Mika Ilmen           | KO (pugno)                       | It's Showtime: As Usual / Battle Time               | 29 settembre 2002 | 1     | 0:35  | Haarlem, Paesi Bassi      |                                                                   |
| Vittoria   | 3-0-1       | Paul Cahoon          | KO (calcio alla testa)           | Rings Holland: Saved by the Bell                    | 2 giugno 2002     | 2     | 2:07  | Amsterdam, Paesi Bassi    |                                                                   |
| Vittoria   | 2-0-1       | Husein Cift          | KO (pugni)                       | Hoogwoud Free Fight Gala                            | 15 dicembre 2001  | 1     | 1:50  | Hoogwoud, Paesi Bassi     |                                                                   |
| Parità     | 1-0-1       | Rodney Faverus       | Parità                           | Rings Holland: The Kings of the Magic Ring          | 20 giugno 1999    | 2     | 5:00  | Utrecht, Paesi Bassi      |                                                                   |
| Vittoria   | 1-0         | Jordy Jonkers        | KO Tecnico (colpi di palmo)      | Battle of Amstelveen II                             | 2 dicembre 1995   | 2     | 3:37  | Amstelveen, Paesi Bassi   |                                                                   |